# Justin Timberlake

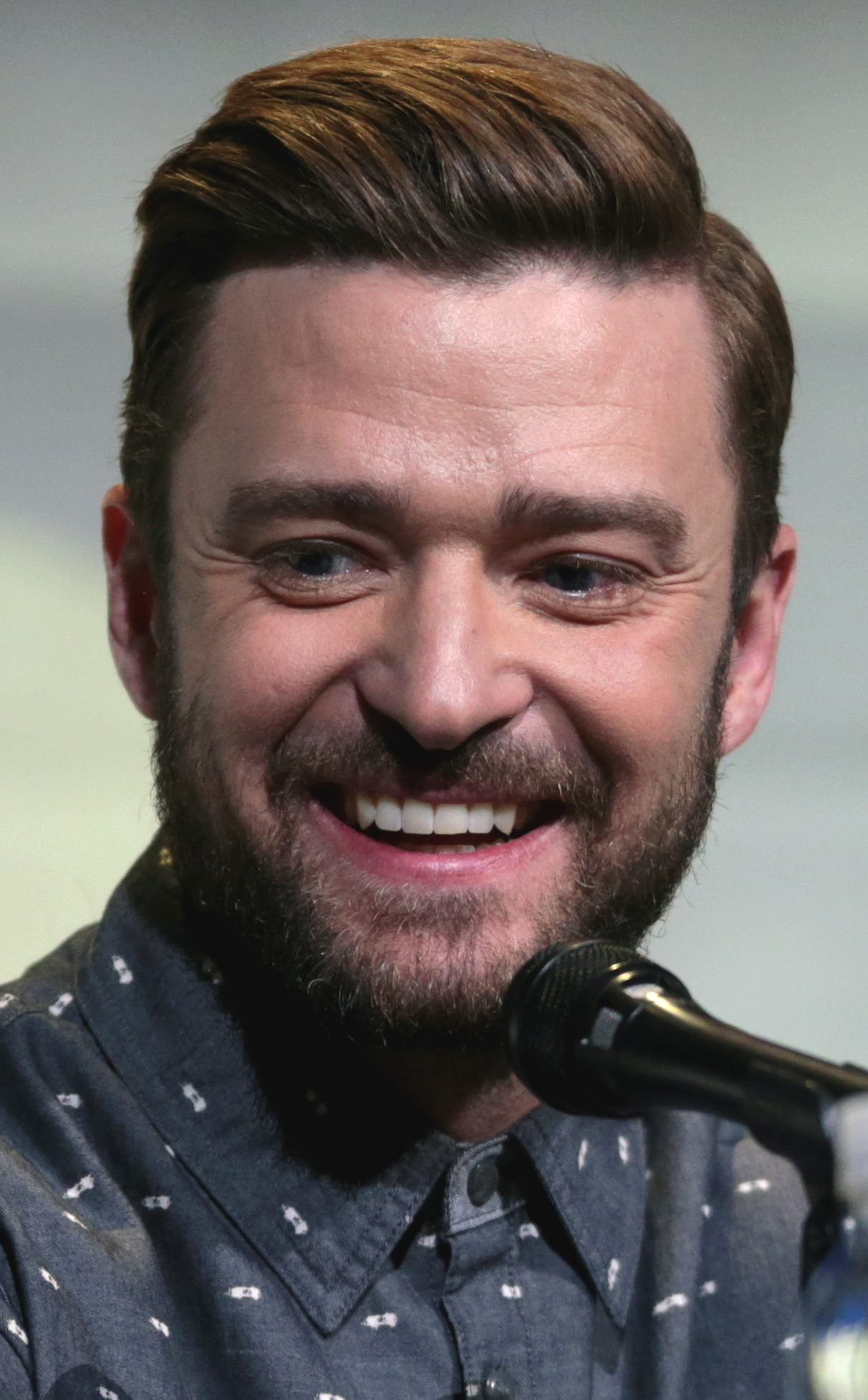
Justin Timberlake bei der Comic-Con (2016)

Justin Randall Timberlake (* 31. Januar 1981 in Memphis, Tennessee) ist ein US-amerikanischer Sänger, Songwriter, Schauspieler, Moderator und Synchronsprecher. Einem breiten Publikum wurde er Ende der 1990er-Jahre als Mitglied und Frontsänger der Boygroup *NSYNC bekannt. Mit der Veröffentlichung seiner Alben Justified und FutureSex/LoveSounds entwickelte sich Timberlake in den 2000er-Jahren zu einem kommerziell erfolgreichen und mit mehreren Musikpreisen ausgezeichneten Solokünstler. Auch sein Comeback 2013 mit den Alben The 20/20 Experience und The 20/20 Experience – 2 of 2 war ein weltweiter Erfolg.

## Kindheit und Jugend

### 1993–2002: vom Mickey Mouse Club zu *NSYNC
Justin Timberlake kam in Memphis als Sohn von Charles Randall Timberlake und dessen erster Frau Lynn Harless zur Welt. Sein Vater war Chorleiter einer baptistischen Gemeinde und übermittelte Justin seine Gesangsbegeisterung. Timberlake wuchs in der kleinen Gemeinde Shelby Forest nahe Memphis auf und hat zwei Halbbrüder aus der zweiten Ehe seines Vaters.
Timberlake trat erstmals im Rahmen der Talentshow Star Search auf, aus der er jedoch nicht als Sieger hervorging. Seine Karriere startete er Anfang der 1990er-Jahre als Mitglied der Fernsehshow Mickey Mouse Club, in der er als Moderator, Sänger und Schauspieler neben späteren Showgeschäft-Größen wie Christina Aguilera, Britney Spears, Schauspielerin Keri Russell und Bandkollege JC Chasez fungierte.
Ab Herbst 1996 wurde er als Leadsänger der Boygroup *NSYNC bekannt. Fünf Alben und zwölf Singles folgten, bevor sich die Band im Frühjahr 2002 trotz anhaltenden Erfolges zur Auflösung entschied.

## Solokarriere

### 2002–2005: Erstes Album und Nipplegate
Im November 2002 veröffentlichte Timberlake sein erstes Solo-Album Justified. Noch stärker als frühere Aufnahmen zeichnete sich die Platte vor allem durch ihren starken Einfluss von R&B und Hip-Hop aus, ausgelöst durch die Zusammenarbeit mit The Neptunes und Timbaland. Die Single-Auskoppelungen Like I Love You, Cry Me a River, Rock Your Body und Señorita waren weltweit erfolgreich und verhalfen ihm unter anderem zu zwei Grammys in den Kategorien Best Pop Vocal Album und Best Male Pop Vocal Performance. Bis heute wurde Justified weltweit mehr als sieben Millionen Mal verkauft.
Im Februar 2004 löste er mit der Nipplegate-Affäre einen amerikaweiten Skandal aus, indem er während eines Auftritts beim Super Bowl seiner Duett-Partnerin Janet Jackson – nach eigenen Angaben aus Versehen – vor laufender Kamera die rechte Brust entblößte. Jackson und Timberlake wiesen jegliche Schuld von sich, die Umstände blieben ungeklärt.
Gleichzeitig versuchte sich Timberlake auf dem Terrain der Schauspielerei. Bereits 2004 drehte er sowohl den auf Video veröffentlichten Thriller Edison an der Seite von Kevin Spacey und Morgan Freeman als auch das Drama Alpha Dog (2006), das künstlerisch frei Ereignisse um den Kriminellen Jesse James Hollywood behandelt.

### 2006–2012: Erfolgszeit mitFutureSex/LoveSoundsund weitere Schauspielaktivität

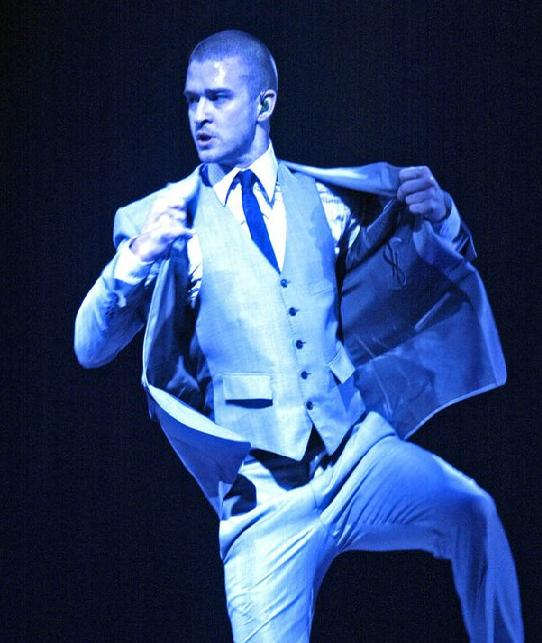
Justin Timberlake bei einem Konzert in Minnesota (2007)

Im September 2006 veröffentlichte Timberlake sein zweites Soloalbum FutureSex/LoveSounds. Die von Timbaland und will.i.am produzierte Platte stieg sowohl in den Vereinigten Staaten, Großbritannien, Kanada und Australien als auch in elf weiteren Ländern auf Platz 1 der Albumcharts ein, erreichte aber auch in Deutschland, Österreich und in der Schweiz nach der ersten Woche die Top 5. Die daraus vorab veröffentlichte erste Singleauskopplung SexyBack entwickelte sich zu einem ähnlichen Erfolg und kletterte in den US-amerikanischen Billboard-Charts, in Großbritannien und Deutschland bis an die Spitze der Verkaufs- und Airplay-Charts.
Die zweite Auskoppelung My Love, eine Zusammenarbeit mit Rapper T.I., konnte sich ebenfalls auf Platz 1 der US-Charts platzieren. Als dritte Singleauskopplung wurde der Song What Goes Around… Comes Around im Februar 2007 veröffentlicht. Auch dieser Song erreichte in verschiedenen Ländern die Top Ten. Im Oktober 2006 stellte Timberlake in Los Angeles seine erste Modekollektion mit dem Titel William Rast vor. Gemeinsam mit seinem Jugendfreund Trace Ayala entwickelte er Kleidung für Frauen und Männer unter dem Motto Street Sexy.
Im November 2006 führte er als Moderator durch die MTV Europe Music Awards 2006 im dänischen Kopenhagen. Im Dezember 2006 wurde in der NBC-Sendung Saturday Night Live sein gemeinsam mit Andy Samberg gesungener parodistischer Song Dick in a Box uraufgeführt. Das Video wurde anschließend von NBC auf YouTube in textlich unzensierter Form bereitgestellt und avancierte im Verlauf des Jahres 2007 zu einem der meistbetrachteten Videos im Internet. Der Track gewann 2007 einen Creative Arts Primetime Emmy für Outstanding Music and Lyrics.
Im März 2008 veröffentlichte Timberlake den Song 4 Minutes, ein Duett mit Madonna, das weltweit erfolgreich war. 2009 und 2011 wurde er für seine Gastauftritte in Saturday Night Live mit weiteren Emmys bedacht. Im Mai 2007 gründete er das Plattenlabel Tennman Records, das ein Joint Venture mit Interscope Records ist. Er fungiert dort als Chairman und CEO. Einzige derzeit bekannte Künstlerin ist Esmée Denters, die durch YouTube bekannt wurde. Im Juni 2011 erwarb Timberlake über Specific Media Anteile an der Social-Media-Plattform MySpace.

### Seit 2013: Comeback mitThe 20/20 Experience

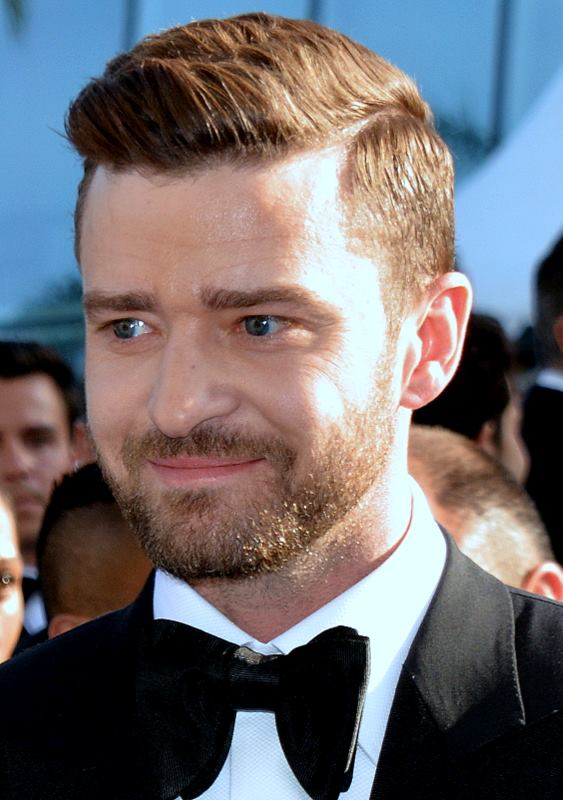
Justin Timberlake, 2016

Im März 2013 erschien das vierte Studioalbum, The 20/20 Experience. Timberlake sorgte mit Auftritten auf hochkarätigen Veranstaltungen, in New Orleans auf der Super-Bowl-Party, zur Eröffnung der Grammy-Verleihung in Los Angeles und bei den BRIT Awards in London, für größtmögliche Publicity. Im Februar 2013 stellte er in Deutschland bei einem Gastauftritt in Friedrichshafen bei Wetten, dass..? den Song Mirrors vor, bevor er auf der Wettcouch Platz nahm.
Im September erschien das Album The 20/20 Experience – 2 of 2, das im selben Aufnahmezyklus wie Timberlakes letztes Studioalbum entstanden war. Das zweiteilige Projekt wurde als The Complete Experience auch als Kompilationsalbum vertrieben. Im Juli war bereitsTake Back the Night ausgekoppelt worden, ehe im September TKO als zweite Single erschien. Im Februar 2014 erschien die dritte Single Not a Bad Thing. Mit dem Release des zweiten Teils des Albums wurden auch die Tourdaten in Deutschland bestätigt. Nach sechs Tagen war das erste Konzert in Köln in der Lanxess Arena im April 2014 ausverkauft; wegen der hohen Nachfrage gab es ein Zusatzkonzert.
Der Song Can’t Stop the Feeling! für den Kinderfilm Trolls aus dem Jahr 2016 brachte ihm 2017 eine Oscar-Nominierung in der Kategorie Bester Song ein. Im selben Jahr wurde er in die Academy of Motion Picture Arts and Sciences (AMPAS) aufgenommen, die alljährlich die Oscars vergibt.
2018 erschien sein Album Man of the Woods, mit dem er zum Charteintritt zunächst direkt Platz 1 in den USA und Deutschland erreichte. Bei Fans und Kritikern stieß das Album auf gemischte Reaktionen, und obwohl es zwei Top-Ten-Singles hervorbrachte, konnte Timberlake damit nicht an frühere Erfolge anknüpfen. Im Februar 2018 hatte Timberlake einen erneuten Auftritt in der Halbzeitshow des Super Bowl LII, der teilweise sehr deutlich kritisiert wurde. Im selben Jahr tourte er erneut durch Europa und die USA. 
Ende Januar 2021 erschien das Filmdrama Palmer auf Apple TV+, in dem Timberlake die Hauptrolle spielt. Sein Auftritt erhielt überwiegend positive Kritiken. 2024 erschien mit Everything I Thought It Was ein weiteres Studioalbum. Von April 2024 bis Juli 2025 absolvierte Timberlake eine Welttournee mit dem Titel The Forget Tomorrow World Tour.

## Privates
Von 1998 bis 2002 war Timberlake mit Britney Spears liiert; von 2003 bis 2007 lebte er mit Cameron Diaz zusammen. Seit 2007 ist er mit Jessica Biel liiert, die er am 19. Oktober 2012 heiratete. Im April 2015 kam ein gemeinsamer Sohn zur Welt; im Juli 2020 ein weiterer.
2008 bekannte Timberlake in einem Interview, dass er an ADHS und einer Form einer Zwangsstörung leidet. Im April 2011 erhielt Timberlake einen Kids Choice Award in der Kategorie Big Help, da er mehreren armen Kindern geholfen und einen umweltschonenden Golfplatz errichtet hatte. 
Timberlakes Name tauchte im Zusammenhang mit den Paradise Papers auf; diese deckten auf, wie Superreiche Steuervermeidung und Steuerhinterziehung betrieben. Im Juni 2024 wurde Timberlake wegen des Verdachts auf Trunkenheit am Steuer in Sag Harbor (New York) verhaftet. Er bekannte sich später wegen Fahrens unter Alkoholeinfluss schuldig. Im Juli 2025 machte Timberlake öffentlich, an Lyme-Borreliose erkrankt zu sein.

## Diskografie
Studioalben

| Jahr | Titel Musiklabel                                | Höchstplatzierung, Gesamtwochen, AuszeichnungChartplatzierungen (Jahr, Titel, Musiklabel, Platzierungen, Wochen, Auszeichnungen, Anmerkungen) | Höchstplatzierung, Gesamtwochen, AuszeichnungChartplatzierungen (Jahr, Titel, Musiklabel, Platzierungen, Wochen, Auszeichnungen, Anmerkungen) | Höchstplatzierung, Gesamtwochen, AuszeichnungChartplatzierungen (Jahr, Titel, Musiklabel, Platzierungen, Wochen, Auszeichnungen, Anmerkungen) | Höchstplatzierung, Gesamtwochen, AuszeichnungChartplatzierungen (Jahr, Titel, Musiklabel, Platzierungen, Wochen, Auszeichnungen, Anmerkungen) | Höchstplatzierung, Gesamtwochen, AuszeichnungChartplatzierungen (Jahr, Titel, Musiklabel, Platzierungen, Wochen, Auszeichnungen, Anmerkungen) | Anmerkungen                                                    |
| Jahr | Titel Musiklabel                                | DE | AT | CH | UK | US | Anmerkungen                                                    |
| ---- | ----------------------------------------------- | --- | --- | --- | --- | --- | -------------------------------------------------------------- |
| 2002 | Justified Jive Records (SME)                    | DE11 Platin · (64 Wo.)DE | AT33 Gold · (22 Wo.)AT | CH22 Platin · (64 Wo.)CH | UK1 ×7Siebenfachplatin · (105 Wo.)UK | US2 ×4Vierfachplatin · (84 Wo.)US | Erstveröffentlichung: 4. November 2002 Verkäufe: + 7.234.000   |
| 2006 | FutureSex/LoveSounds Jive Records (SME)         | DE3 ×2Doppelplatin · (85 Wo.)DE | AT5 Gold · (61 Wo.)AT | CH2 ×2Doppelplatin · (84 Wo.)CH | UK1 ×4Vierfachplatin · (76 Wo.)UK | US1 ×4Vierfachplatin · (66 Wo.)US | Erstveröffentlichung: 8. September 2006 Verkäufe: + 8.496.000  |
| 2013 | The 20/20 Experience RCA Records (SME)          | DE1 Gold · (22 Wo.)DE | AT2 (10 Wo.)AT | CH1 Gold · (28 Wo.)CH | UK1 Platin · (32 Wo.)UK | US1 ×2Doppelplatin · (56 Wo.)US | Erstveröffentlichung: 15. März 2013 Verkäufe: + 3.446.500      |
| 2013 | The 20/20 Experience – 2 of 2 RCA Records (SME) | DE4 (12 Wo.)DE | AT8 (2 Wo.)AT | CH2 (14 Wo.)CH | UK2 Silber · (7 Wo.)UK | US1 Platin · (66 Wo.)US | Erstveröffentlichung: 27. September 2013 Verkäufe: + 1.694.500 |
| 2018 | Man of the Woods RCA Records (SME)              | DE1 (14 Wo.)DE | AT4 (11 Wo.)AT | CH2 (13 Wo.)CH | UK2 Silber · (11 Wo.)UK | US1 Platin · (19 Wo.)US | Erstveröffentlichung: 2. Februar 2018 Verkäufe: + 1.187.500    |
| 2024 | Everything I Thought It Was RCA Records (SME)   | DE5 (4 Wo.)DE | AT7 (2 Wo.)AT | CH5 (2 Wo.)CH | UK5 (2 Wo.)UK | US4 (… Wo.)US | Erstveröffentlichung: 15. März 2024                            |

## Filmografie
Als Schauspieler
- 2000: Longshot
- 2000: Hilfe, ich bin ein Supermodel (Model Behavior)
- 2001: On the Line
- 2005: Edison
- 2006: Alpha Dog – Tödliche Freundschaften (Alpha Dog)
- 2006: Southland Tales
- 2006: Black Snake Moan
- 2008: Der Love Guru (The Love Guru)
- 2009: The Open Road
- 2010: The Social Network
- 2010: Yogi Bär
- 2011: Bad Teacher
- 2011: Freunde mit gewissen Vorzügen (Friends with Benefits)
- 2011: In Time – Deine Zeit läuft ab (In Time)
- 2012: Back in the Game (Trouble with the Curve)
- 2013: Inside Llewyn Davis
- 2013: Runner Runner
- 2016: Popstar: Never Stop Never Stopping
- 2017: Wonder Wheel
- 2021: Palmer
- 2022: Candy: Tod in Texas (Miniserie)
- 2023: Reptile

Als Synchronsprecher
- 2001–2002: Die Simpsons (Zeichentrickserie, 2 Folgen)
- 2007: Shrek der Dritte (Shrek the Third)
- 2011: The Cleveland Show (Zeichentrickserie, 1 Folge)
- 2016: Trolls
- 2017: Trolls – Feiern mit den Trolls (Trolls Holiday, Kurzfilm)
- 2020: Trolls World Tour
- 2023: Trolls – Gemeinsam Stark (Trolls Band Together)

Als Produzent
- 2009: The Phone (Reality-Show, 6 Folgen)
- 2013: The Short Game (Dokumentarfilm)
- 2019: Spin the Wheel (Spielshow, 10 Folgen)

## Preise und Auszeichnungen
Oscar
- 2017: Nominierung in der Kategorie „Bester Filmsong“ für Can’t Stop the Feeling! (zusammen mit Max Martin und Shellback)

Golden Globe Award
- 2014: Nominierung in der Kategorie „Bester Filmsong“ für Please Mr. Kennedy (zusammen mit Ed Rush, George Cromarty, T Bone Burnett und Ethan und Joel Coen)
- 2017: Nominierung in der Kategorie „Bester Filmsong“ für Can’t Stop the Feeling! (zusammen mit Max Martin und Shellback)

Grammy Awards
- 2004: in der Kategorie „Best Pop Vocal Album“
- 2004: in der Kategorie „Best Male Pop Vocal Performance Pop“
- 2007: in der Kategorie „Best Dance Recording“ für SexyBack
- 2007: in der Kategorie „Best Rap/Sung Collaboration“ für My Love
- 2008: in der Kategorie „Male Pop Performance“ für What Goes Around… Comes Around
- 2008: in der Kategorie „Best Dance Recording“ für LoveStoned / I Think She Knows
- 2014: in der Kategorie „Best R&B Song“ für Pusher Love Girl
- 2014: in der Kategorie „Best Rap/Sung Collaboration“ für Holy Grail (mit Jay-Z)
- 2014: in der Kategorie „Best Music Video“ für Suit and Tie (featuring Jay-Z)
- 2017: in der Kategorie „Best Song Written for Visual Media“ für Can’t Stop the Feeling!

American Music Awards
- 2003: in der Kategorie „Favourite Pop/Rock Album“ für Justified
- 2007: in der Kategorie „Favorite Pop/Rock Male Artist“ und „Favorite R&B/Soul Album“ für FutureSex / LoveSounds

BRIT Awards
- 2004: in der Kategorie „Best International Album“ für Justified
- 2004: in der Kategorie „Best International Male Artist“
- 2007: in der Kategorie „Best International Male Artist“
- 2013: in der Kategorie „Best International Male Artist“

MTV Video Music Awards
- 2003: in der Kategorie „Best Dance Video“ für Rock Your Body
- 2003: in der Kategorie „Best Male Video“ für Cry Me a River (mit Timbaland)
- 2003: in der Kategorie „Best Pop Video“ für Cry Me a River (mit Timbaland)
- 2007: in der Kategorie „Quadruple Threat of the Year“
- 2007: in der Kategorie „Best Direction“ für What Goes Around…Comes Around
- 2007: in der Kategorie „Best Choreography“ für My Love (mit T.I.)
- 2007: in der Kategorie „Male Artist of the Year“
- 2013: in der Kategorie „Video of the Year“ für Mirrors
- 2013: in der Kategorie „Best Direction“ für Suit & Tie (mit Jay-Z)
- 2013: in der Kategorie „Best Editing“ für Mirrors
- 2013: „Michael Jackson Video Vanguard Award“

Nickelodeon Kids’ Choice Awards
- 2011: in der Kategorie „Big Help“
- 2014: in der Kategorie „Best Singer“

Teen Choice Award
- 2016: Lebenswerk